# Hyla annectans
Hyla annectans es una especie de anfibios de la familia Hylidae. Es endémica del norte de la región indomalaya.